# Come As You Are: история Nirvana
Come as You Are: The Story of Nirvana (с англ. — «Приди какой ты есть: история группы Nirvana») — книга американского писателя Майкла Азеррада, посвящённая истории гранж-группы Nirvana с момента её основания. Книга была написана за полгода до самоубийства лидера группы Курта Кобейна и Азеррад лично встречался с музыкантами группы, записав с ними обширные интервью о самой группе и биографии её участников. Название книги было взято из одноимённой песни Nirvana с альбома Nevermind.
После смерти Курта Кобейна Азеррад написал новую заключительную главу для второго издания книги, которое было выпущено летом 1994 года.
Двадцать пять часов аудиоинтервью Кобейна, которые Азеррад взял у музыканта в период создания книги, послужили основой для документального фильма американского режиссёра А. Дж. Шнака. Фильм, получивший название «Курт Кобейн: О сыне», дебютировал на фестивалях в 2006 году. Фотографии представленные в фильме были сделаны известным гранж-фотографом Чарльзом Питерсоном.
В России была издана в 2020 году компанией Эксмо под названием «Come As You Are: история Nirvana» (ISBN 978-5-04-110318-7).